# ممدوح عبد العليم
ممدوح عبد العليم (10 نوفمبر 1956  - 5 يناير 2016 )، ممثل مصري. حاصل على بكالوريوس اقتصاد وعلوم سياسية. بدأ مشواره الفني وهو طفل في برامج الأطفال بالإذاعة والتلفزيون وتتلمذ على يد المخرجة إنعام محمد علي، ثمَّ على المخرج نور الدمرداش الذي قدمه وهو طفل صغير في مسلسل «الجنة العذراء» مع الفنانة كريمة مختار، حيث بدأ مشواره في التمثيل فعليًّا عام 1980 وهو شاب في مسلسل «أصيلة» إلى جانب الفنانة كريمة مختار ثم توالت أعماله التلفازية، وفي عام 1983 بدأ التمثيل في السينما في فيلم «العذراء والشعر الأبيض».
حصل على جائزة أفضل وجه جديد عن فيلم "قهوة المواردي"، وعلى جائزة البطولة المطلقة في فيلم الخادمة" من مهرجان الإسكندرية، وعلى جائزة أخرى عن فيلم «العذراء والشعر الأبيض» – وعلى الرّغم من كثرة أدواره في السينما إلا أنه لم يحظ بنفس النجومية التي حصل عليها من التلفاز. ويشار إلى أنه كان متزوجًا من المذيعة شافكي المنيري.

## أهم الأعمال التلفزيونية
| - حكايات مجنونة - الجنة العذراء - القاهرة والناس. - صيام صيام - دعوة للحب - داليا المصرية - الحب وأشياء أخرى - ليلة القبض على فاطمة - ليالي الحلمية. - خالتي صفية والدير. - جمهورية زفتى. - الضوء الشارد. - الكومي. - سامحوني مكنش قصدي - أبيض في أبيض - الحب موتا - الفريسة والصياد | - الطارق (سيرة طارق بن زياد). - أصيلة - في قلب الليل - أخو البنات - قليل من الحب كثير من العنف - زينب - الشراقي - شارع المواردي - حصاد العمر. - المصراوية - الجزء الثاني. - شط إسكندرية - مسلسل أصل وخمس صور 1997. - حكايات مجنونة - السيدة الأولى. |

## الأفلام
| - العذراء والشعر الأبيض - قهوة المواردي - ملائكة الشوارع - الحرافيش - تحت التهديد - وداعا يا ولدي - البريء - الخادمة - مشوار عمر - بطل من ورق - كتيبة الإعدام - الشجعان - باب شرق | - شباب في الجحيم - ليلة القتل - الحب المر - البدرون - سوبر ماركت - الحب في طابا - سمع هس - الملائكة لا تسكن الأرض - فل الفل - رومانتيكا - الراية الحمراء - صائد الأحلام |

المسلسل السعودي (اصابع الزمن)

## وفاته
توفي في مساء يوم الثلاثاء 25 ربيع الأول 1437 هـ الموافق 5 يناير 2016م أثناء ممارسته للتمارين الرياضية في صالة جيم بنادي الجزيرة في القاهرة، حيث تعرض لأزمة قلبية مفاجئة نقل على إثرها لمستشفى الأنجلو لكن وافته المنية هناك ودفن في مسقط رأسه في قرية سنتريس بمركز أشمون محافظة المنوفية.

## روابط خارجية
- ممدوح عبد العليم على موقع IMDb (الإنجليزية)
- ممدوح عبد العليم على موقع الدهليز
- ممدوح عبد العليم على موقع قاعدة بيانات الأفلام العربية
- ممدوح عبد العليم على موقع قاعدة بيانات الفيلم (الإنجليزية)
- ممدوح عبد العليم على موقع كينوبويسك (الروسية)